# آندره هرکول د فلوری
آندره هرکول د فلوری (انگلیسی: André-Hercule de Fleury; ۲۲ ژوئن ۱۶۵۳ – ۲۹ ژانویهٔ ۱۷۴۳)، کاردینال، کشیش و اسقف کلیسای آیکس و فریجس و نخستین صدراعظم لوئی پانزدهم، پادشاه فرانسه است که در ابتدای پادشاهی لوئی، هدایت امور پادشاهی فرانسه را بر عهده داشت.